# Steven Edzo Broeils Bierema (1884-1950)
Steven Edzo Broeils Bierema (Usquert, 12 november 1884 – Usquert, 14 februari 1950) was een Nederlands landbouwer, landbouwkundige en politicus. Hij vertegenwoordigde achtereenvolgens de Vrijheidsbond/Liberale Staatspartij (LSP), de Partij van de Vrijheid (PvdV) en de Volkspartij voor Vrijheid en Democratie (VVD).
Bierema was een liberale herenboer uit het Groningse land. Hij studeerde landbouwkunde in Duitsland. Hij was actief in diverse landbouworganisaties in Groningen en een deskundige op agrarisch gebied.
Bierema was van 1917 tot 1923 lid van de gemeenteraad van Usquert. Van 1922 tot 1925 was hij lid van de Tweede Kamer, en daarna ook van 1927 tot 1948. Hij was fractievoorzitter van de LSP (1933-1946) en van de PvdV (1946-1948). Vanaf 1948 tot aan zijn overlijden was hij lid van de Eerste Kamer.
- Biografisch Portaal: 02128720
- Gemeinsame Normdatei: 1146286899
- Parlement.com: vg09lky36kyc
- Virtual International Authority File: 3078151247987744270001
- WorldCat: E39PBJmxXjGcBRjGBXqgxY6R8C